# Symplectische matrix
In de wiskunde is een symplectische matrix een 2n×2n-matrix {\displaystyle M} die voldoet aan de voorwaarde 
{\displaystyle M^{T}JM=J},
waarin {\displaystyle M^{T}} voor de getransponeerde matrix van {\displaystyle M} staat en {\displaystyle J} de antisymmetrische matrix
{\displaystyle J={\begin{bmatrix}0&I_{n}\\-I_{n}&0\\\end{bmatrix}}}
is. Hierin is {\displaystyle I_{n}} de n×n-eenheidsmatrix. Merk op dat de determinant van {\displaystyle J} gelijk is aan +1 en voor de inverse geldt
{\displaystyle J^{-1}=J^{T}=-J}
De elementen in {\displaystyle M} kunnen reële of complexe getallen zijn, eindige lichamen (Ned) / eindige velden (Be) of p-adisch getallen zijn.
De symplectische groep wordt door de symplectische matrix weergegeven.